# 山東銀豐生命科學研究院
山東銀豐生命科學研究院，是一所位於中國山東省济南市的生命科學研究院，主要是研究人體組織、器官和人體的低溫保存技術、復甦和器官功能維持等低溫醫學領域和生命科學的研究。這是首間在中國境內進行人體冷凍技術研究的中心，也完成了首例在中國境內進行的人體冷凍案例。山東銀豐生命科學研究院是在2015年成立，並於2017年完成首宗在中國境內的人體冷凍案例
。截至2021年，最少有十人在該機構中接受了人體冷凍技術服務。 山東省銀豐生命科學公益基金會，資助山東銀豐生命科學研究院，進行有關生命延續研究計劃、包括低溫生物醫學，以及人體低溫保存計劃。

## 外部連結
- 山东银丰生命科学研究院 （页面存档备份，存于）
- 银丰生命延续计划 （页面存档备份，存于）